# Russell-Einsteinmanifestet
Russell-Einsteinmanifestet var ett manifest undertecknat av elva framstående vetenskapsmän. Det betonar faran med kärnvapen och kom att ligga till grund för Pugwashrörelsen. Manifestet utarbetades i huvudsak av Bertrand Russell. Albert Einsteins sista offentliga gärning var att ge sitt samtycke till manifestet i sin slutgiltiga utformning.
Bertrand Russell började sitt arbete med manifestet efter att han gjort ett framträdande (Man's Peril) på BBC under julen 1954 på samma tema. Han skickade 11 februari 1955 ett brev till Einstein där han föreslog ett uttalande om faran av (atom)krig gjort av ett fåtal mycket framstående vetenskapsmän av olika ideologiska övertygelser. Einstein svarade den 16 februari och var positiv till idén. Därefter fortsatte de sin korrespondens fram till 11 april då Einstein gav sitt godkännande av manifestet i dess slutgiltiga utformning.
Manifestet offentliggjordes vid en presskonferens 9 juli 1955 i Caxton Hall, London. Presskonferensen leddes av Joseph Rotblat. 

## Undertecknare
- Max Born
- Percy W. Bridgman
- Albert Einstein
- Leopold Infeld
- Frédéric Joliot-Curie
- Herman J. Muller
- Linus Pauling
- Cecil F. Powell
- Joseph Rotblat
- Bertrand Russell
- Hideki Yukawa